# Вагю

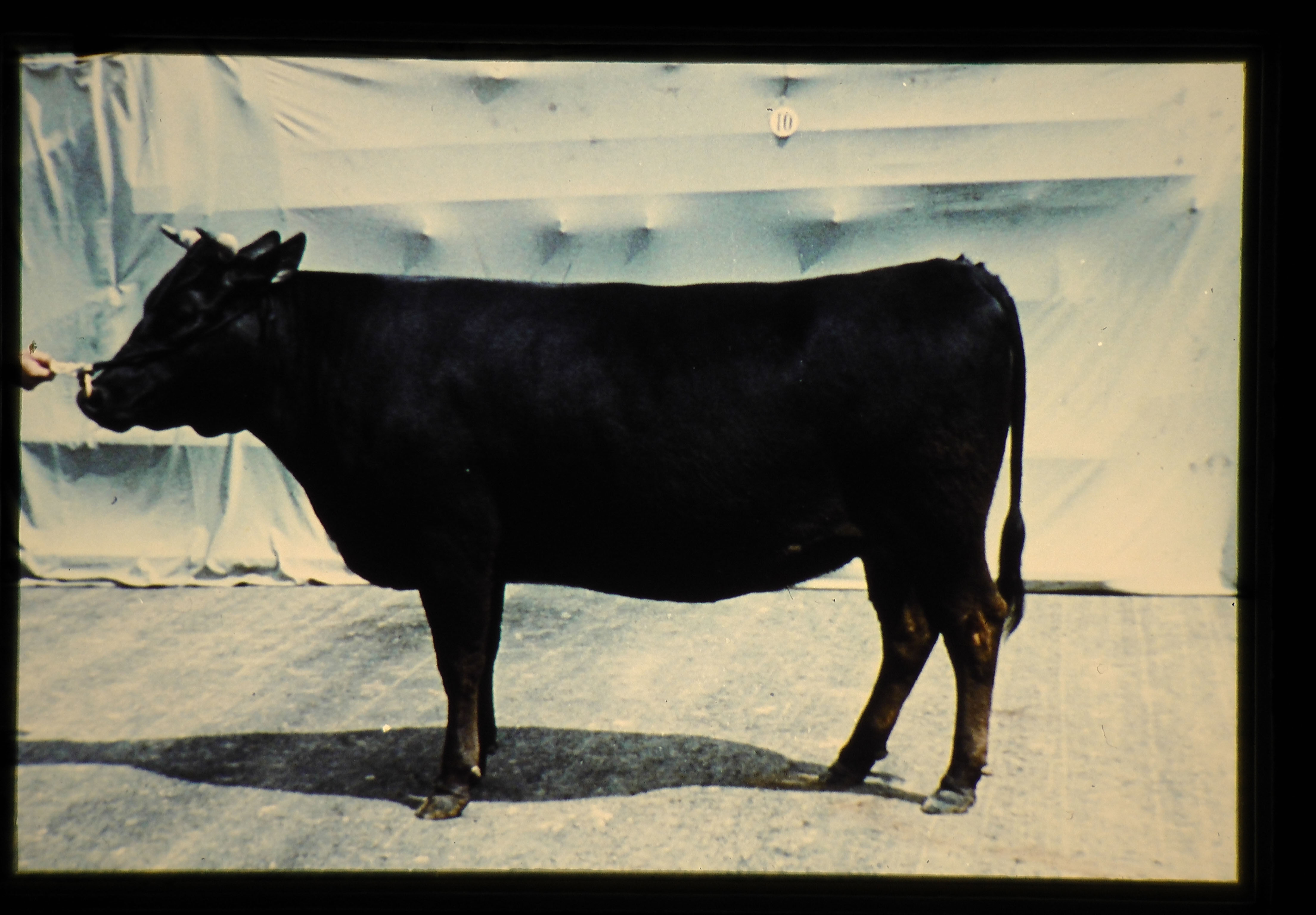
Японская чёрная корова

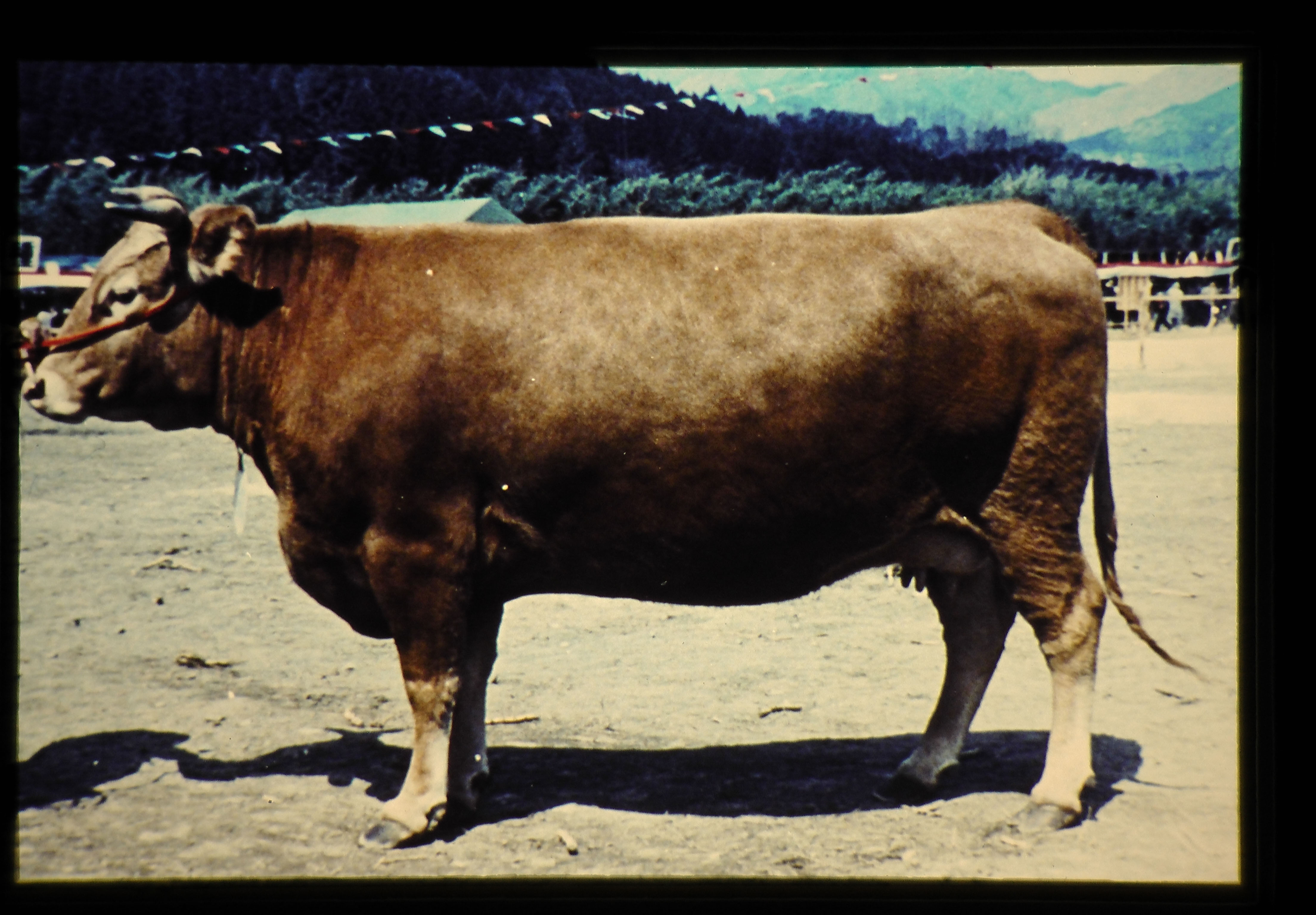
Японская коричневая корова

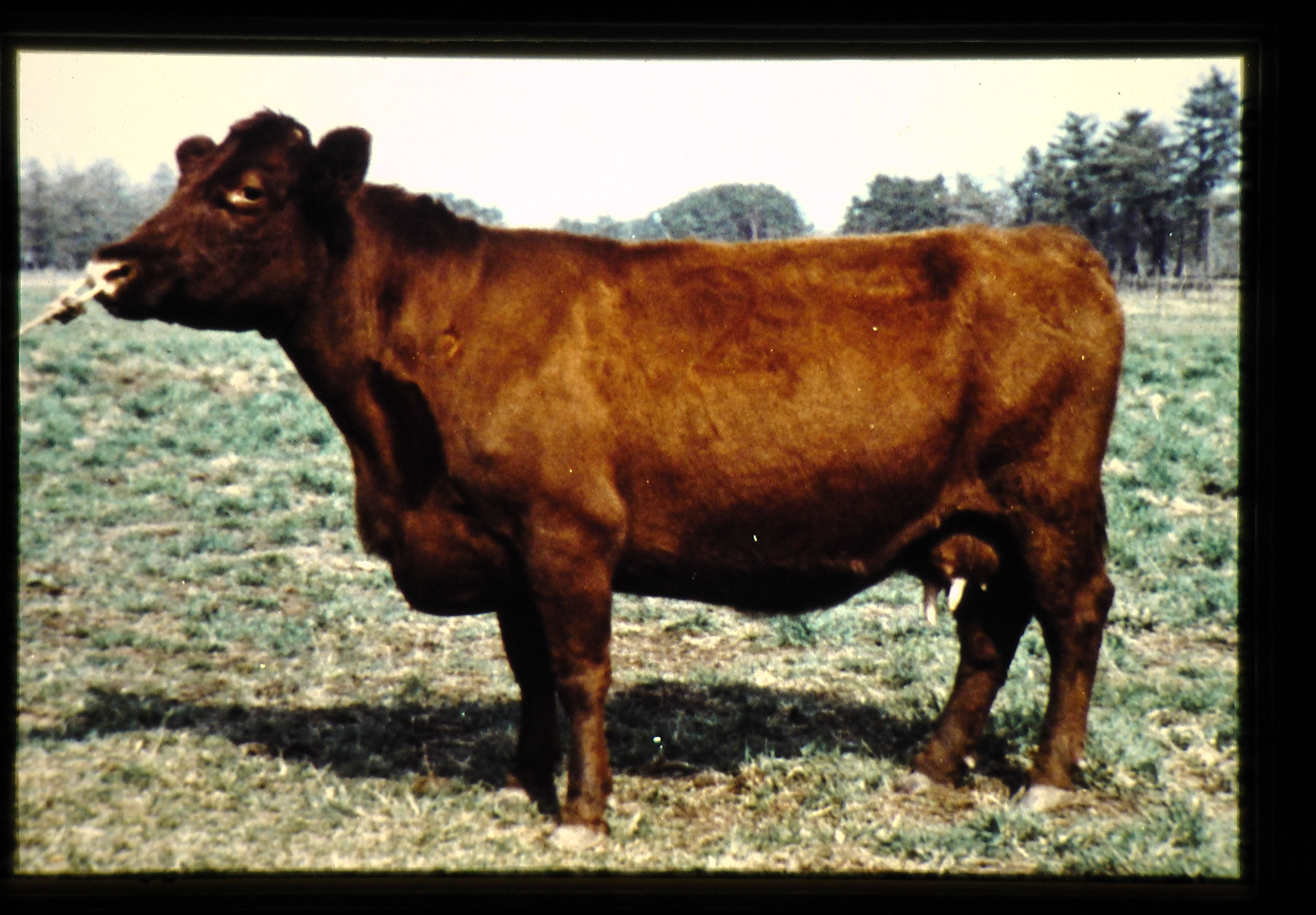
Корова породы японский шортгорн

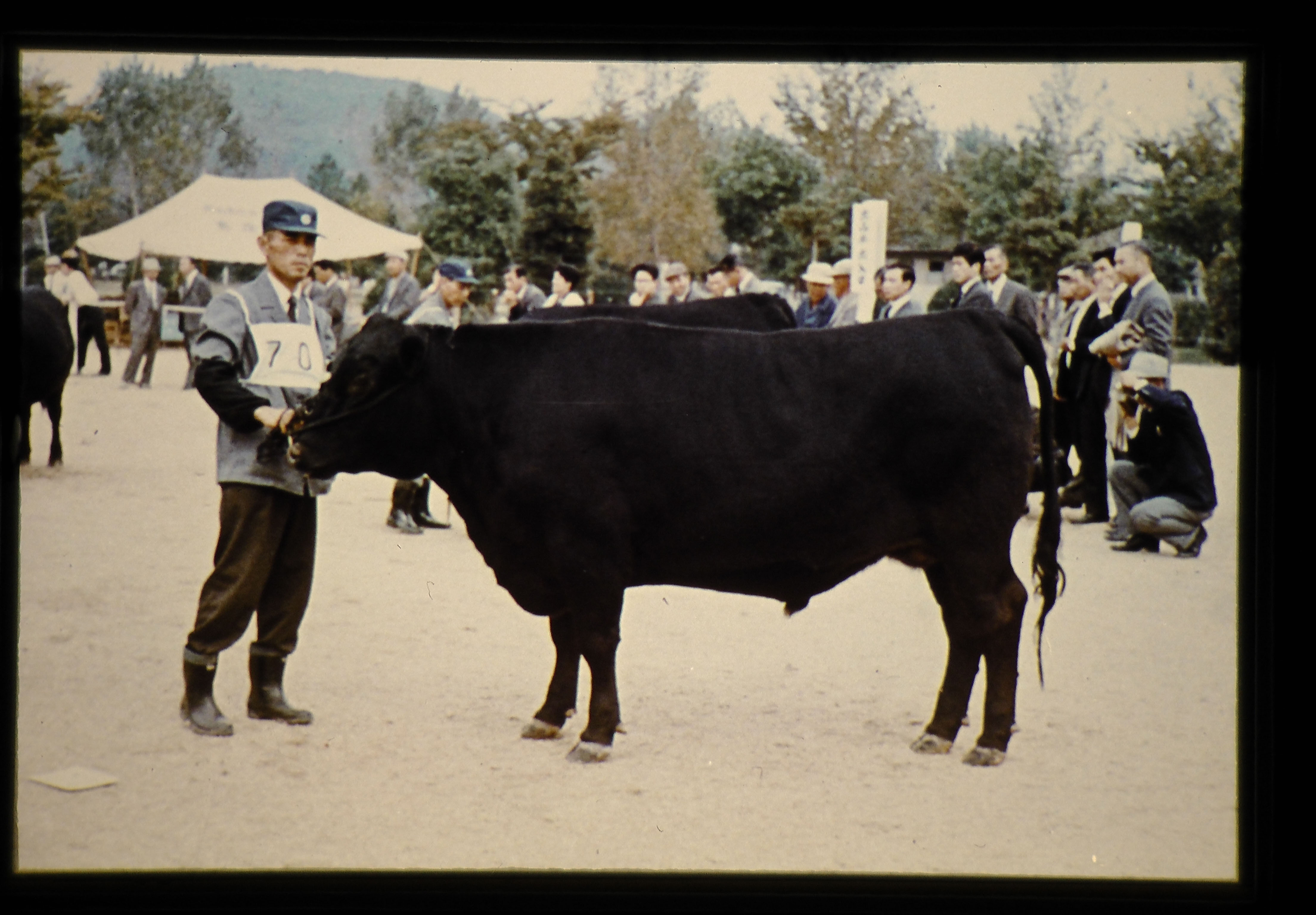
Бык породы японская безрогая

Вагю (яп. 和牛 вагю:, японская корова) — общее название мясных пород коров, отличающихся генетической предрасположенностью к интенсивной мраморности и высокому содержанию ненасыщенных жиров. Их мясо отличается высокими качеством и стоимостью. Породы вагю выведены в Японии, отсюда происходит и аутентичная говядина вагю. В разных странах мира разводят чистопородных вагю и потомков от их скрещивания с другими мясными породами.

## Породы вагю
К вагю относятся четыре породы коров (Bos taurus taurus): японская чёрная (яп. 黒毛和種 курогэ васю), японская коричневая (яп. 赤毛和種 акагэ васю или акауси, также «японская красная»), японская безрогая (яп. 無角和種 мукаку васю) и японский шортгорн (яп. 日本短角和種 нихон танкаку васю). В породах выделяют разновидности, характерные для традиционных регионов разведения. По месту происхождения часто называют и мясо.
Общее поголовье крупного рогатого скота мясных пород в Японии оценивается в 2,8 млн голов, из них по данным 2007 года 1,74 млн голов приходились на японские породы — вагю. В поголовье вагю 96 % приходится на японскую чёрную корову, наименьшая доля (менее чем 1 %) приходится на японского шортгорна.
Японские породы коров выведены в последней трети XIX века (после реставрации Мэйдзи в 1868 году) скрещиванием аборигенной японской коровы с импортированными популярными европейскими и американскими породами. В 1910 году был открыт регистр породистого крупного рогатого скота. С этого момента скрещивания более не допускались, и породы развивались в чистоте. В 2008 году в Регистре вагю было зарегистрировано 522 тысячи телят, каждый из которых получил документ о происхождении с отпечатком носа, чей рисунок так же индивидуален, как и отпечатки пальцев.

### Японская чёрная
Порода выведена скрещиванием аборигенной японской коровы с шортгорнами, бурыми швицкими и девонами с прилитием крови симментальских и айрширских коров. В разновидности кагосима присутствует кровь голштинской породы. Другие разновидности — мисима, цуру, тадзима, тоттори, симане, окаяма. Коровы имеют чёрную с бурыми концами шерсть.
Японские чёрные дают 90 % всего производства мраморной говядины в Японии. Мясо этих коров имеет тонкую мраморную структуру, богатый вкус, оно сочное и очень нежное.

### Японская коричневая
Имеет светлый красно-коричневый окрас. Порода выведена скрещиванием аборигенной коровы с симментальской и корейской, с добавлением крови девонов. Известные разновидности — коси и кумамото, сформировавшиеся в бо́льшей степени под влиянием корейской или симментальской пород соответственно. По распространённости в Японии занимают второе место. Их мясо умеренной мраморности, имеет более лёгкий вкус и содержит меньше жира, поэтому более предпочтительно для здорового питания.

### Японский шортгорн
Порода выведена в регионе Тохоку на основе аборигенной коровы, предком которой была корова намбу, использовавшаяся в период Эдо в качестве вьючного животного. Аборигенная корова скрещивалась с молочными и мясными шортгорнами с прилитием крови айрширов и девонов. Японский шортгорн разводится на островах Хонсю и Хоккайдо и за пределами Японских островов не встречается. Японские шортгорны выращиваются на открытом выпасе и отличаются роскошным тёмно-красным окрасом, встречаются красно-белые и чалые экземпляры. Их мясо нежирное, но обладает богатым вкусом благодаря высокому содержанию инозиновой и глутаминовой кислот.

### Японская безрогая
Японская безрогая порода считается идеальным представителем вагю. Порода выведена в префектуре Ямагути скрещиванием аборигенных коров с абердин-ангусами и последующим скрещиванием с японскими чёрными быками. Эти коровы меньшего размера по сравнению с другими, имеют толстый слой подкожного жира и нежирное мясо с большим количеством аминокислот, усиливающих вкус.

## Характеристики говядины

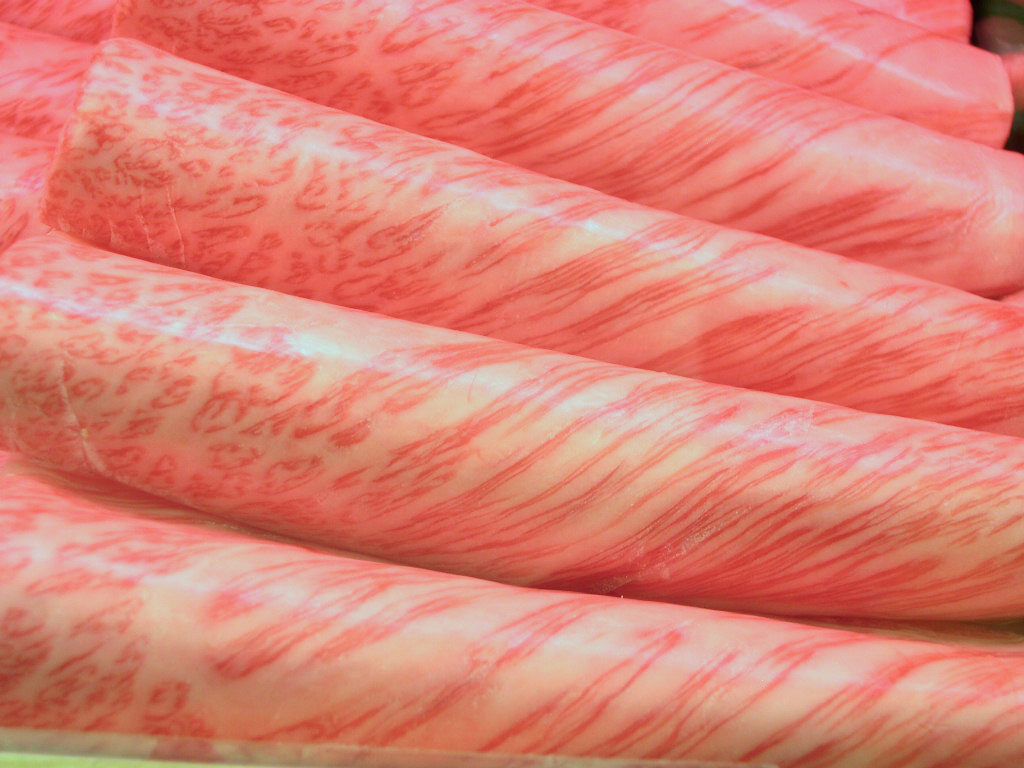
Тонкие ломтики говядины вагю

Индивидуальный номер животного на упаковке мяса в японском магазине

Породы вагю обладают генетически закреплённой способностью к образованию интенсивной мраморности мяса. Мраморная говядина, получаемая от лучших европейских и американских пород, выглядит как красное мясо, сплошь рассечённое полосками жира. Говядина вагю по большей части состоит из жира, пронизанного прослойками мяса. Жир в мясе вагю мягкий, благодаря высокой доле мононенасыщенных жиров имеет низкую температуру плавления, богат омега-3 и омега-6 жирными кислотами. Содержание линолевой кислоты на треть выше, чем у других сортов мяса. Около 40 % процентов жира представлено стеариновой кислотой, которая не оказывает негативного влияния на уровень холестерина в организме человека. Такой жир более полезен для здоровья, чем состоящий из насыщенных жиров, он обладает ярким и тонким вкусом и придаёт мясу исключительную сочность.
По принятым в Японии стандартам говядина вагю должна быть получена от бычка одной из четырёх японских пород или от животного, полученного в результате межпородного скрещивания двух из них (а также последующего скрещивания такого кроссбредного животного с чистопородным животным). Происхождение коровы должно быть подтверждено родословной и индивидуальным номером. Бычок должен быть рождён и выращен в Японии. Весь процесс выращивания и производства, от рождения породистого животного и до убоя, разделки и последующей продажи мяса, фиксируется в национальной электронной системе. Каждое животное проходит генетическое тестирование. Происхождение каждого куска мяса вагю, приобретённого в магазине, можно проверить по базе данных Национального центра племенного животноводства (яп. 家畜改良センタ).
Для торговых целей в Японии применяется классификация мяса по качеству, включающая 15 градаций от С1…С5 до А1…А5. Качество мяса оценивается по шкале от 1 до 5 по четырём критериям: мраморность, цвет, крепость мяса, цвет и качество жира, при этом мясу в целом присваивается самая низкая оценка из индивидуальных оценок критериев. Литерой A, B и C оценивается соотношение чистого мяса и полного веса туши, литерой A отмечаются туши с наибольшим выходом мяса. На экспорт Япония поставляет преимущественно мясо с качеством на уровне 4 или 5, но такое мясо встречается редко даже в Японии. В то же время оценка выхода чистого мяса решающей роли не играет, так как Япония экспортирует мясо, уже прошедшее первичную разделку.
Говядина вагю имеет высокую себестоимость и высокую цену, на европейском и американском рынке в среднем 800 долларов за килограмм. На конкурсе World Steak Challenge, проходившем в Лондоне в 2016 году, говядина вагю, произведённая в Австралии, признана лучшим стейком в мире, обойдя 82 конкурента.
Существует мнение, что особое качество говядины вагю определяется не породными достоинствами, а технологией выращивания животных: если обычную корову кормить не травой, а зерном, то её мясо станет «вагю». Однако исследования показали, что процентное содержание и распределение жира в мясе (мраморность) у животных, полученных от скрещивания коров лимузинской породы c быком вагю, значительно выше, чем у чистопородных лимузинов.

## Выращивание
Мраморность мяса вагю обусловлена не только генетикой, но и особенностями выращивания и откорма бычков. Легенды о райской жизни вагю в Японии, где коров поят пивом и делают им массаж, правдивы отчасти. Для здоровья и нормального развития коровы должны достаточно двигаться и хорошо питаться. Во многих районах Японии местность пересечённая, непригодная для выпаса стад, есть и неприступные участки. Большая часть свободных территорий засевается рисом. Поэтому животным негде двигаться, значительную часть жизни они проводят в стойлах и испытывают недостаток двигательной активности, при этом снижается как кровоснабжение мышц, так и аппетит. Чтобы возбудить аппетит, в том числе в холодное время года, когда выпас невозможен, в рацион животных включают пиво, а иногда сакэ. Для предотвращения судорог им делают массаж грубыми рукавицами или щётками, используют массажные машины.
Жирность мяса обеспечивается рационом с высоким содержанием зерновых.
Бычков вагю обычно выращивают до трёхлетнего возраста, в то время как бычков других пород забивают в 15 месяцев.

## Кобе

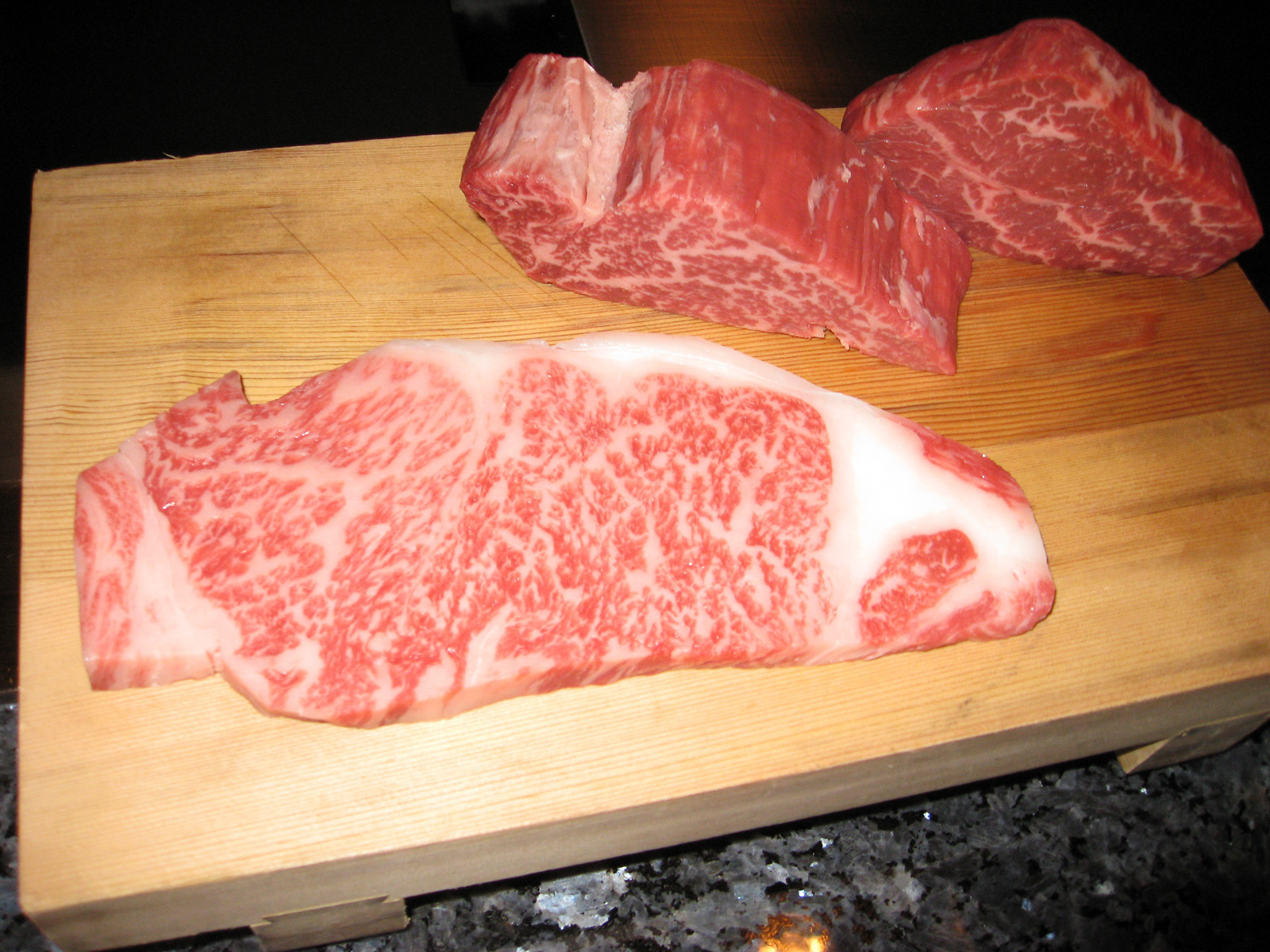
Мраморная говядина кобе

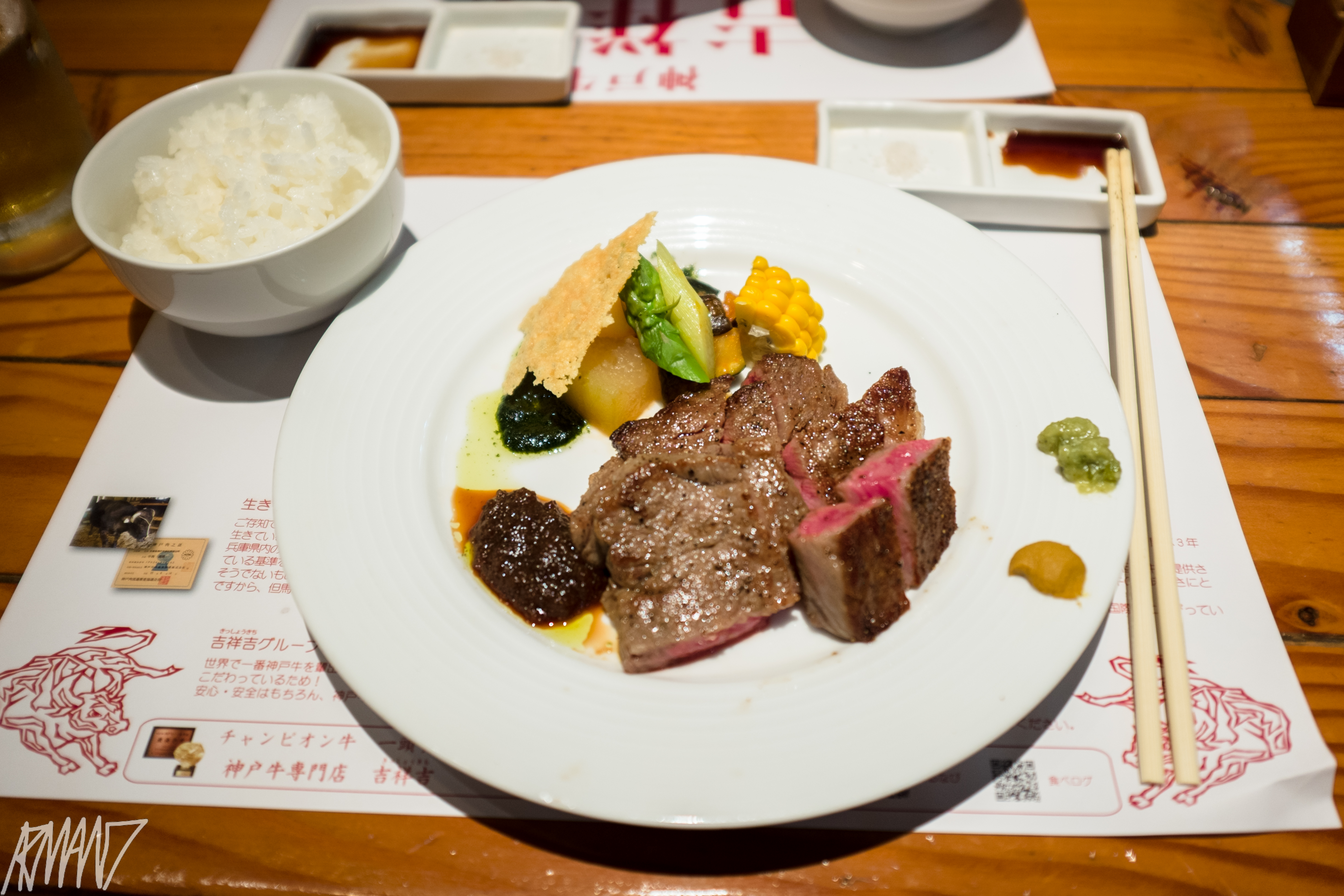
Стейк кобе с рисом

Кобе — говядина премиального качества, получаемая от быков японской чёрной породы разновидности тадзима, выращенных в префектуре Хёго. Разновидность была получена в 1970-х годах в результате мероприятий по улучшению породы. Марка «кобе» зарегистрирована в 1983 году.
«Кобе-биф» — это относительно новое название премиального сорта говядины, которое допустимо использовать вместо традиционного названия «Тадзима-биф» при условии, что туши телок и бычков породы тадзима из Хёго соответствуют определенным критериям. Под таким названием этот премиальный сорт известен прежде всего за пределами Японии. Официальное японское название — «Кобе-нику» («мясо Кобе»), но часто используется альтернативное название «Кобе-гю» («говядина Кобе»).

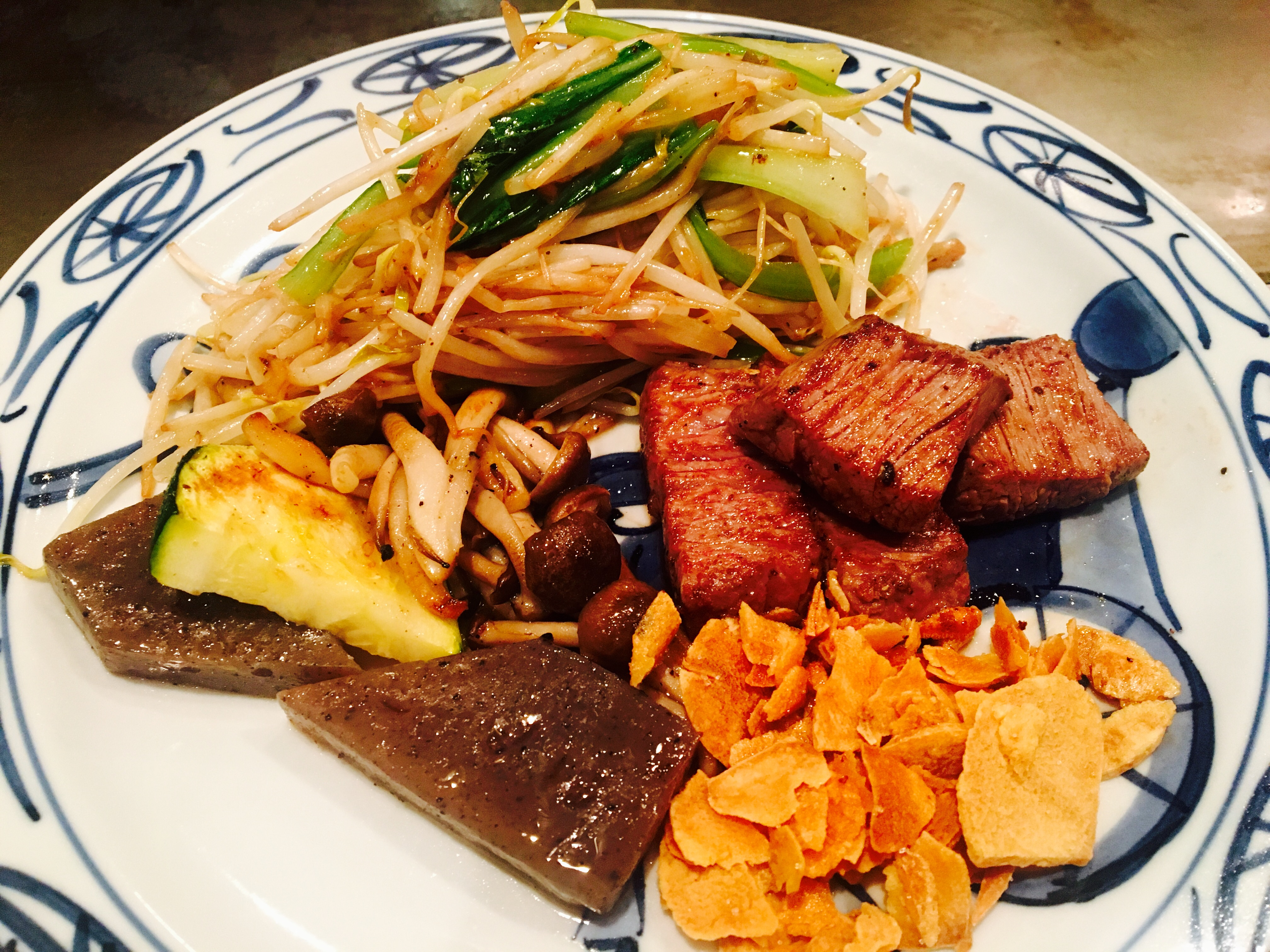
Блюдо из Кобе-биф, ресторан «Стейк-хаус» в Кобе

Официальное название «говядина Кобе», «мясо Кобе» или «KOBE BEEF» присваивается мясу тёлок или кастрированных бычков тадзима 6-й степени мраморности (BMS) и с весом туши не более 500 кг. Животные должны быть забиты в городах Кобе, Нисиномия, Санда, Какогава и Химедзи. По японской классификации качества мясо должно иметь оценку A5 или A4, что фактически означает наивысшую степень жирности.
Такое мясо тает в руках и готовится очень быстро при очень высокой температуре. В Японии килограмм мяса кобе может стоить больше 500 фунтов стерлингов. В октябре 2004 года на «10-й Национальной выставке говядины вагю», так называемых «Олимпийских играх вагю», говядина породы тадзима была удостоена награды «Чемпион вкуса». В 2006 году американские СМИ назвали говядину кобе в числе «9 самых дорогих и роскошных продуктов в мире» после икры, фуа-гра и белого трюфеля.
Ежегодно в Японии забивается не более трёх тысяч голов категории кобе, экспорт за пределы страны весьма ограничен, все поставки за рубеж начиная с 2012 года фиксируются на официальном сайте «Kobe Beef Marketing & Distribution Promotion Association». Часто то мясо, что продаётся под названием «кобе» на европейском и американском рынке, производится в США (так называемый американский кобе), Австралии, Европе и имеет мало общего с подлинной говядиной кобе.

## Производство говядины вагю за пределами Японии
Мраморную говядину вагю производят в хозяйствах Австралии, обеих Америк и Европы. Высокая цена и постоянный спрос на мясо вагю компенсируют высокие издержки и трудности технологии. Не всё мраморное мясо, называемое на рынке «вагю», фактически получено от чистопородных животных.
Приобретение в Японии чистопородных племенных животных экономически не выгодно. Обычно фермеры приобретают эмбрионы, которые имплантируют суррогатной матери — корове любой породы. Потомство будет чистопородным, но эмбрион может стоить более 400 £, при этом нет гарантии, что в итоге из него вырастет здоровое и качественное животное. Проще и намного дешевле приобретать сперму племенных быков, которой оплодотворяют коров местных пород. Некоторые хозяйства для своего стада местной породы приобретают или выращивают одного-двух племенных быков вагю. В итоге бо́льшая часть вагю за пределами Японии фактически являются полукровками, и их мясо отличается от аутентичного.
Для чистопородного или смешанного разведения за рубежом используют японскую чёрную и японскую коричневую породы. Японский шортгорн и японская безрогая разводятся исключительно в Японии.